# Lagtävlingen i dressyr i ridsport vid olympiska sommarspelen 2012
Lagtävlingen i dressyr i ridsport vid olympiska sommarspelen 2012 var en av sex ridsportsgrenar som avgjordes under de olympiska sommarspelen 2012. 

## Medaljörer
| Gren | Guld                                                               | Silver                                                           | Brons                                                           |
| Lag  | Storbritannien Carl Hester Laura Bechtolsheimer Charlotte Dujardin | Tyskland Dorothee Schneider Kristina Sprehe Helen Langehanenberg | Nederländerna Anky van Grunsven Edward Gal Adelinde Cornelissen |

## Kvalificering
För lagtävlingen fanns det från början totalt 11 platser tillgängliga, var av en var reserverad för värdlandet Storbritannien. Varje lag består av tre ekipage. Tre lagplatser fördelades till de tre bäst placerade länderna vid Ryttar-VM 2010 Lexington, Kentucky, Nederländerna, Tyskland och USA. Tre platser fördelades vid europamästerskapen 2011 till Sverige, Spanien och Danmark. Två platser fördelades vid Panamerikanska spelen 2011 till Kanada och Colombia, Colombia kunde dock inte ställa upp med tre ryttare som klarade grundkraven så laget ströks. Från Asien, Oceanien och Afrika så kvalificerades två lag Australien och Nya Zeeland, Nya Zeeland valde dock att inte skicka något lag. Genom att kvalificera tre individuella ekipage från ett land så bildar även de ett lag, vilket Polen klarade av. Totalt blev tio lag kvalificerade.

## Resultat

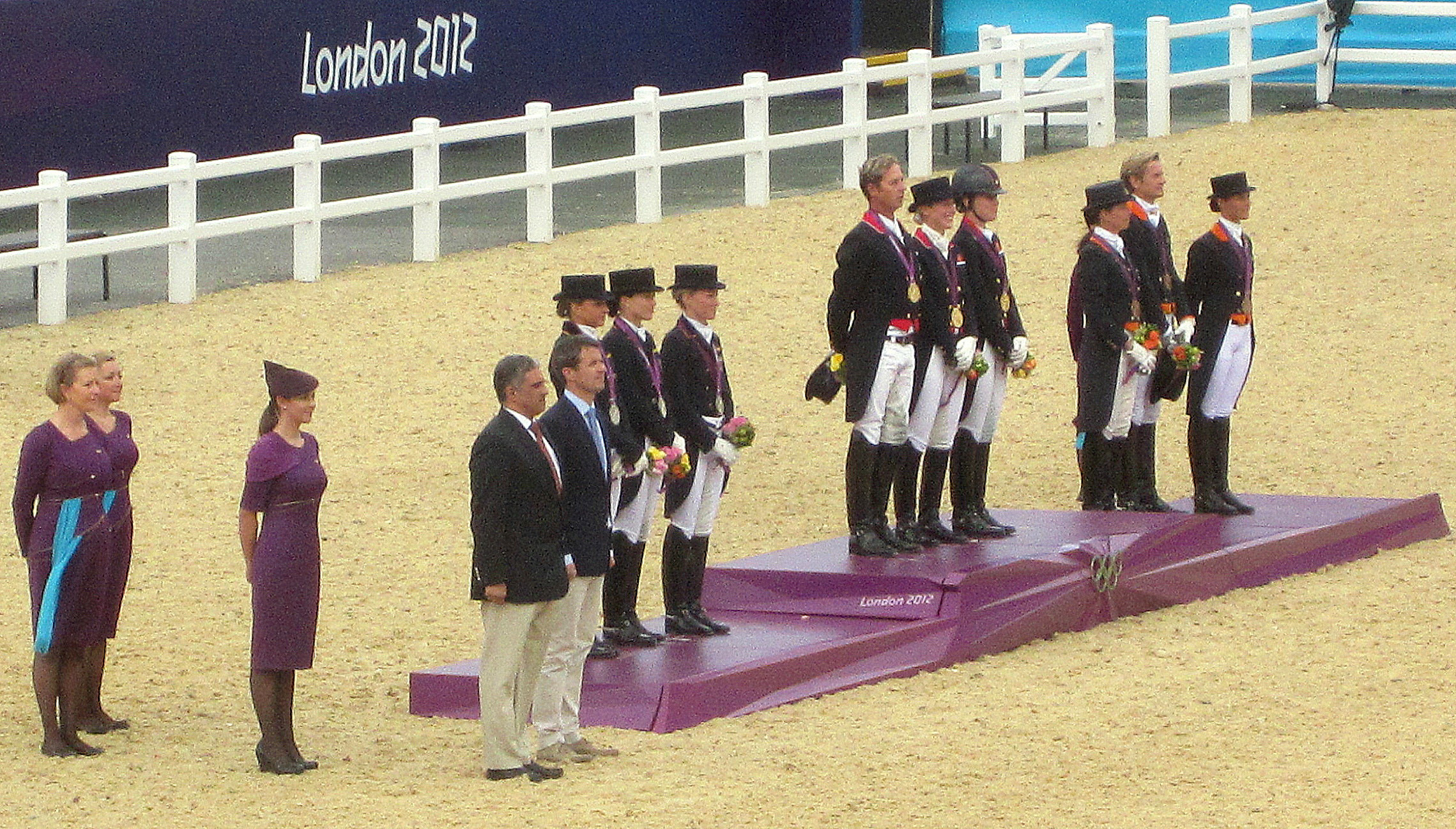
Prisutdelning till lagen i dressyrtävlingen

| Plats | Nation         | Tävlande                                                                 | Häst                             | Grand Prix           | Grand Prix | Grand Prix Special   | Grand Prix Special | Totalt          |
| Plats | Nation         | Tävlande                                                                 | Häst                             | Individuellt         | Lag        | Individuell          | Lag                | Totalt          |
| ----- | -------------- | ------------------------------------------------------------------------ | -------------------------------- | -------------------- | ---------- | -------------------- | ------------------ | --------------- |
| 1     | Storbritannien | Carl Hester Laura Bechtolsheimer Charlotte Dujardin                      | Uthopia Mistral Hojris Valegro   | 77,720 76,839 83,663 | 79,407     | 80,571 77,794 83,286 | 80,550             | 79,979          |
| 2     | Tyskland       | Dorothee Schneider Kristina Sprehe Helen Langehanenberg                  | Diva Royal Desperados Damon Hill | 76,277 79,119 81,140 | 78,845     | 77,571 76,254 78,937 | 77,587             | 78,216          |
| 3     | Nederländerna  | Anky van Grunsven Edward Gal Adelinde Cornelissen                        | Salinero Undercover Parzival     | 73,343 75,395 81,687 | 76,809     | 74,794 75,556 81,968 | 77,439             | 77,124          |
| 4     | Danmark        | Anne van Olst Anna Kasprzak Nathalie Zu Sayn-Wittgenstein                | Clearwater Donnperignon Digby    | 71,322 75,289 74,924 | 73,845     | 72,016 73,794 75,730 | 73,847             | 73,846          |
| 5     | Sverige        | Minna Telde Tinne Vilhelmsson Patrik Kittel                              | Santana Don Auriello Scandic     | 67,477 74,271 74,073 | 71,940     | 72,270 74,063 74,079 | 73,471             | 72,706          |
| 6     | USA            | Jan Ebeling Tina Konyot Steffen Peters                                   | Rafalca Calecto V Ravel          | 70,243 70,456 77,705 | 72,801     | 69,302 70,651 76,254 | 72,069             | 72,435          |
| 7     | Spanien        | Jose Daniel Martin Dockx Morgan Barbancon Mestres Juan Manuel Munoz Diaz | Grandioso Painted Black Fuego    | 69,043 72,751 75,608 | 72,467     | 69,286 71,556 75,476 | 72,106             | 72,287          |
| 8     | Polen          | Michal Rapcewicz Beata Stremler Katarzyna Milczarek                      | Randon Martini Ekwador           | 66,915 69,422 69,271 | 68,536     | Ej kvalificerad      | Ej kvalificerad    | Ej kvalificerad |
| 9     | Australien     | Kristy Oatley Lyndal Oatley Mary Hanna                                   | Clive Sandro Boy Sancette        | 68,222 69,377 67,964 | 68,521     | Ej kvalificerad      | Ej kvalificerad    | Ej kvalificerad |
| —     | Kanada         | Jacqueline Brooks David Marcus Ashley Holzer                             | D’Niro Capital Breaking Dawn     | 68,526 EL 71,809     | EL         | Uteslutna            | Uteslutna          | Uteslutna       |